# Dalea viridiflora
Dalea viridiflora är en ärtväxtart som beskrevs av Sereno Watson. Dalea viridiflora ingår i släktet Dalea, och familjen ärtväxter. Inga underarter finns listade i Catalogue of Life.